# Martin Perin
Martin Perin (ur. 22 listopada 2002) – belgijski siatkarz, reprezentant Belgii, grający na pozycji libero.
Jego ojciec Vincent od 2000 roku jest prezesem kobiecego i męskiego klubu Waremme Volley. Jego o 2 lata młodszy brat Pierre, również jest siatkarzem.
4 lutego 2024 roku podczas meczu ligowego 16. kolejki Lotto Volley League (2023/2024) libero Greenyardu Maaseik przeciwko drużynie Waremme Volley doznał drugiego ataku serca. Życie siatkarzowi uratował wszczepiony kardiowerter-defibrylator. Został wszczepiony od czasu zatrzymania akcji serca podczas meczu 1 października 2022 roku.

## Sukcesy klubowe
Liga belgijska:
- 2023[8]

## Sukcesy reprezentacyjne
Mistrzostwa Europy U-17:
- 2017[9]

Festiwal Młodzieży Europy Kadetów:
- 2019[10]

Mistrzostwa Europy Juniorów:
- 2020[11]

## Udział siatkarza w pozostałych międzynarodowych turniejach w reprezentacji Belgii[12]
Mistrzostwa Europy Kadetów
- 7. miejsce 2018

Mistrzostwa Świata Juniorów
- 5. miejsce 2021

Mistrzostwa Europy
- 18. miejsce 2021
- 9. miejsce 2023

Liga Europejska
- 8. miejsce 2022
- 7. miejsce 2023